# لويس فينكلستاين (رسام)
لويس فينكلستاين (بالإنجليزية: Louis Finkelstein)‏ هو رسام أمريكي، ولد في 1923، وتوفي في 2000.